# Bulbul des jardins
Pycnonotus barbatus
Espèce
Statut de conservation UICN

 LC  : Préoccupation mineure
Le Bulbul des jardins (Pycnonotus barbatus) est une espèce de passereaux de la famille des Pycnonotidae.
L'espèce est considérée de préoccupation mineure par l'UICN (2021).

## Description

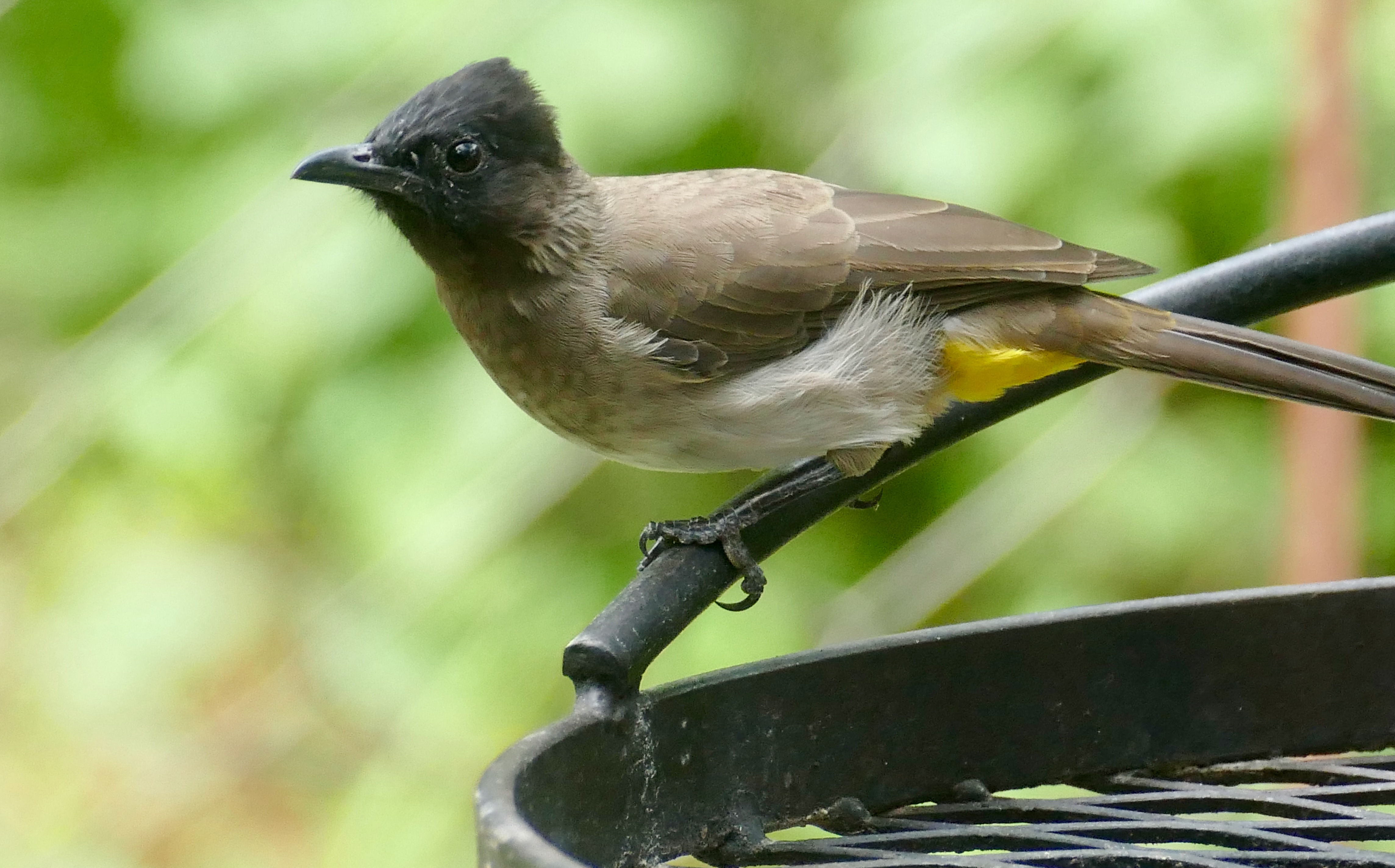
Une sous-espèce à croupion jaune d'Afrique australe.

Les bulbuls sont globalement de petits oiseaux arboricoles dont la seule différence entre les sexes est que les mâles sont plus grands. Les immatures sont semblables aux adultes. Ces oiseaux sont assez peu colorés (gris, brun, vert, jaune, beige, blanchâtre, etc.). Et ce sont des frugivores et insectivores. Ils n'appartiennent pas à un genre taxinomique unique.
Le Bulbul des jardins est un petit oiseau d’une vingtaine de centimètres de long, au plumage assez terne. Les parties supérieures sont d'un brun moyen localement nuancé de fauve,. La tête est comme encapuchonnée de brun sombre, la face devenant presque noire et incluant un œil, noir également. Le bec est noir, fort et d'aspect légèrement courbe,. La queue dépasse largement les courtes ailes. Les pattes noires sont robustes. Les parties inférieures sont blanchâtres à beige brunâtre. Le vol est plutôt rapide et direct. 
Assez bruyant, il émet des phrases musicales courtes agréables à l'oreille : tou-TOUI-twuir-tou-TOUII ou tchouk-touu-tu-tuiuii ou encore kouik-kouik-kouiouu.

## Répartition et habitat
L’espèce peuple l’Afrique inter tropicale depuis la Mauritanie et le Sénégal à l’Ouest, et jusqu’en Erythrée ou en Ethiopie à l’Est. Au Sud, elle descend jusque vers le Gabon et le Sud du Congo. On le retrouve occasionnellement en Europe du Sud et en Afrique du Nord. Ce bulbul est très commun, même à proximité de l’Homme. Il a besoin seulement d’un minimum de végétation arbustive ou arborée, et de fruits et graines, dont il se nourrit. Hormis cela, il s'adapte à une très large gamme d'habitat, dont les jardins un minimum aménagés.

## Systématique
L'espèce Pycnonotus barbatus a été décrite par le naturaliste français René Desfontaines en 1789.

### Sous-espèces
Selon la classification de référence du Congrès ornithologique international (15.1, 2025) il se répartit en dix sous-espèces (ordre phylogénique) :
- P. b. barbatus (Desfontaines, 1789) — Maghreb ;
- P. b. inornatus (Fraser, 1843) — Afrique de l'Ouest ;
- P. b. gabonensis Sharpe, 1871 — ouest de l'Afrique centrale ;
- P. b. arsinoe (Lichtenstein, 1823) — est du Tchad, Soudan, vallée du Nil ;
- P. b. schoanus Neumann, 1905 — Soudan du Sud, Éthiopie et Érythrée.
- P. b. dodsoni Sharpe, 1895 — Somaliland, sud-est de l'Éthiopie et Kenya ;
- P. b. somaliensis Reichenow, 1905 — Djibouti, Somaliland et nord-est de l'Éthiopie ;
- P. b. spurius Reichenow, 1905 — sud de l'Éthiopie ;
- P. b. layardi Gurney, 1879 — du sud-est du Kenya à la Zambie et l'Afrique du Sud
- P. b. tricolor (Hartlaub, 1862) — du Cameroun à l'Angola, Zambie, Kenya et  Soudan du Sud.

Plusieurs sous-espèces placées dans cette espèce par d'autres autorités taxinomiques sont considérées comme des espèces à part entière par le COI. P. b. dodsoni Sharpe, 1895 est reconnue comme l'espèce Bulbul de Dodson (Pycnonotus dodsoni) ; P. b. somaliensis Reichenow, 1905 est reconnue comme le Bulbul somalien (Pycnonotus somaliensis) ; P. b. layardi Gurney, 1879, P. b. spurius Reichenow, 1905 et P. b. tricolor (Hartlaub, 1862) forment dorénavant le Bulbul tricolore (Pycnonotus tricolor).

## Galerie d'images

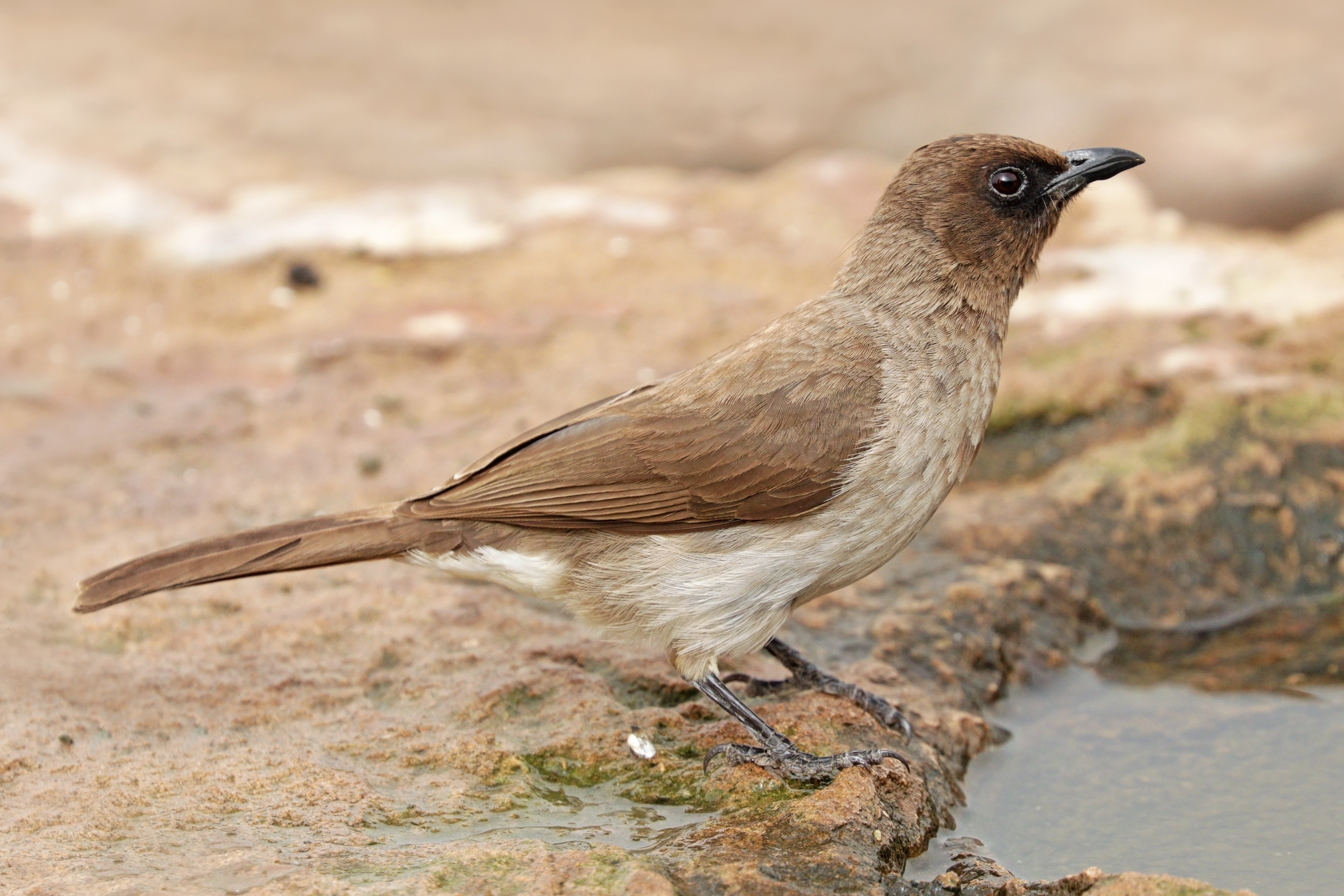
au parc national de Souss-Massa
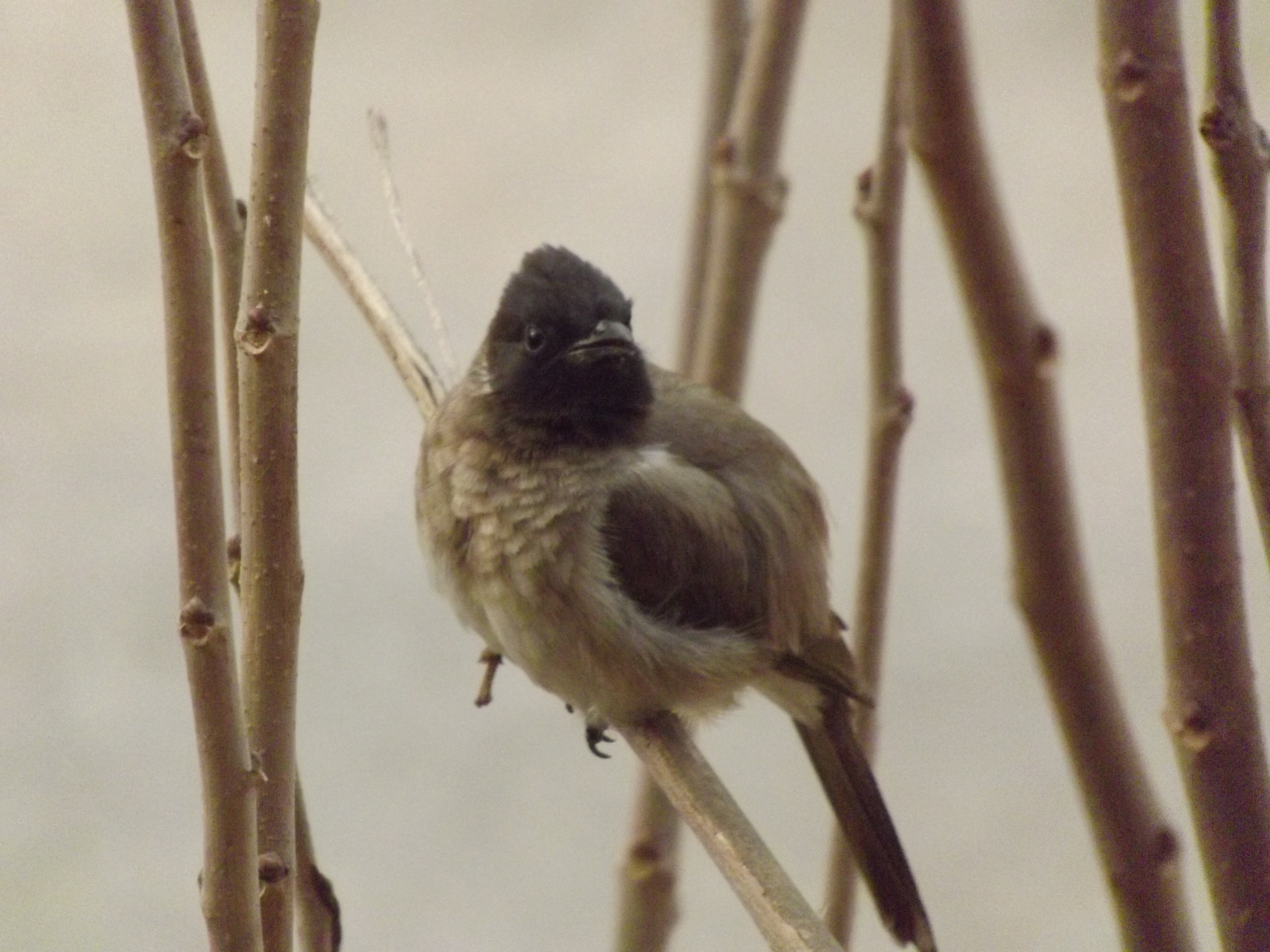
Pycnonotus barbatus arsinoe
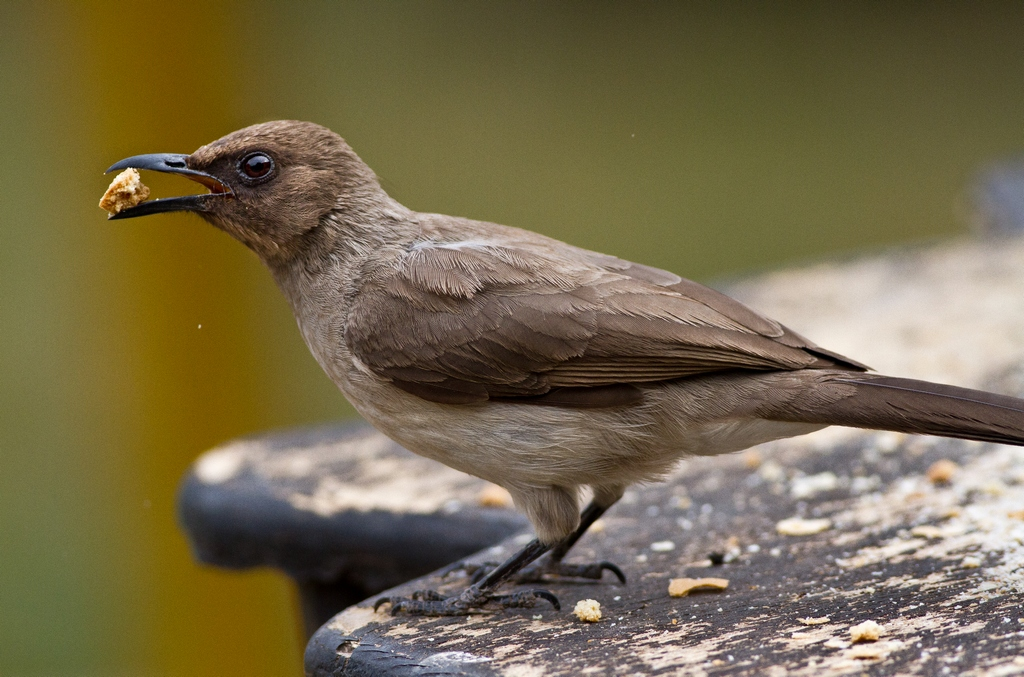
Pycnonotus barbatus inornatus
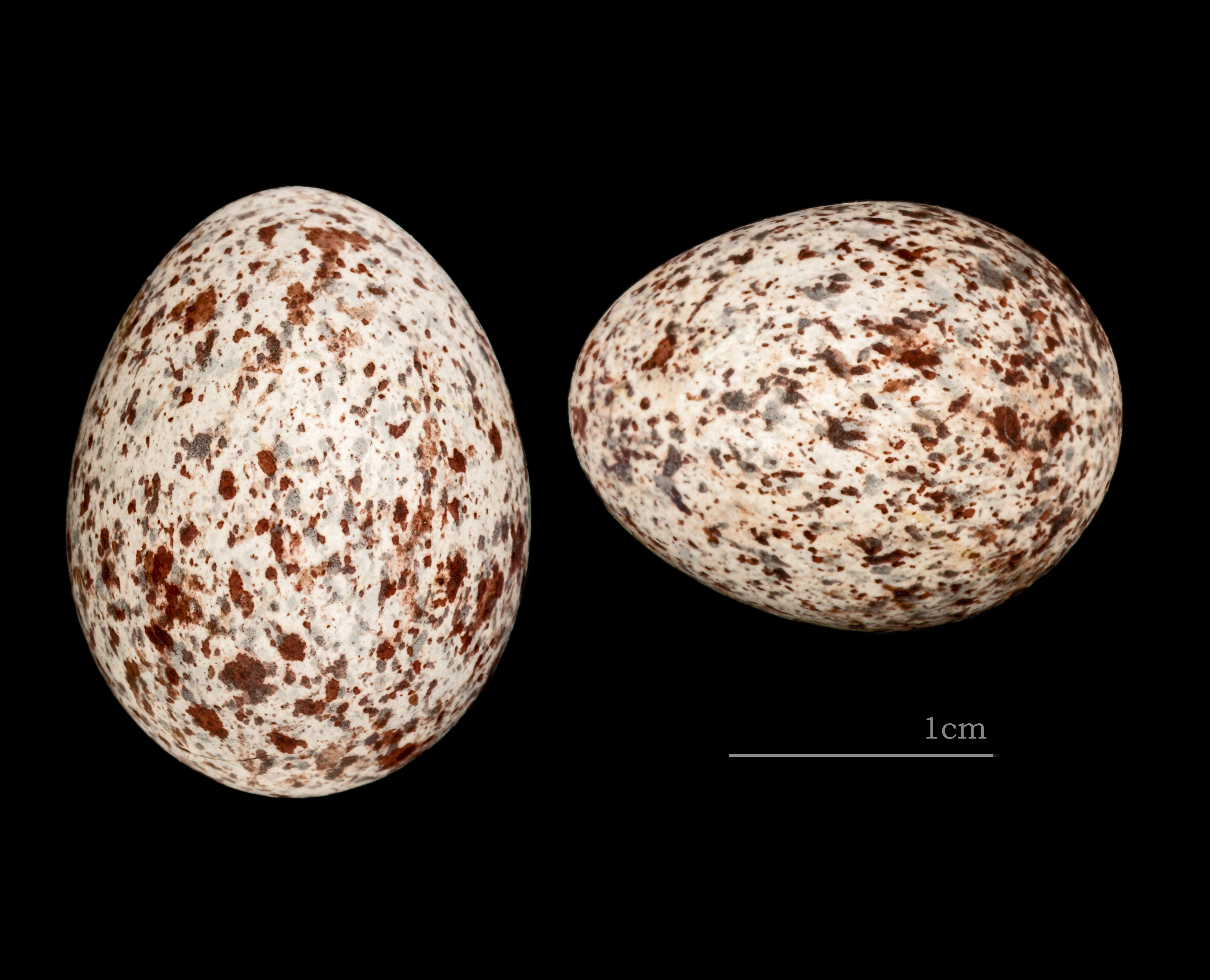
Œufs de Pycnonotus barbatus inornatus  Muséum de Toulouse